# Markus Similä
Markus Similä (Helsinki, Finlandia, 7 de mayo de 1937 – Íbid. 17 de julio de 2018) fue un escritor y periodista finlandés. Dirigió también varios programas radiofónicos y televisivos, y fue el primer presentador del show Napakymppi, antes de asumir Kari Salmelainen el puesto.

## Biografía
Nacido en Helsinki, Finlandia, su padre era el director de orquesta Martti Similä. A los 17 años de edad abandonó sus estudios y obtuvo un trabajo en el periódico Helsingin Sanomat. En 1957 participó como actor en la película Nummisuutarit, lo que le hizo interesarse por la carrera teatral. Su primer programa de radio fue Masi, trabajando para el mismo en 1956. Apareció por vez primera en televisión en el año 1958. 
A los 20 años de edad solicitó un puesto de reportero para el programa de actualidad de Leo Meller Päivän peili, para el cual aportaba noticias seis días a la semana. La cadena propietaria, Yleisradio, cambió las normas publicitarias, lo cual hizo que Markus Similä se convirtiera en uno de los primeros periodistas radiofónicos conocidos por el gran público. Posteriormente trabajó en Nimipäiväkahvit, un espacio de entrevistas emitido los domingos en el que colaboraba con Jaakko Jahnukainen. 
Entre la década de 1960 y los primeros años de la de 1970 Similä trabajó como periodista independiente, realizando varios programas de radio y televisión y escribiendo para revistas.
En 1985 Similä empezó a trabajar con Markku Veijalainen en la emisora Radio Ykkönen, en Helsinki, la cual quebró en el año 1995. Entre 1985 y 1992 fue director de noticias y actualidad de la emisora, y desde 1992 a 1995 trabajó como productor. Continuó su actividad radiotelevisiva en Radio Stadi y en el programa de MTV3 Huomenta Suomi, pero a partir de la mitad de los años 1990 se centró en escribir guiones y biografías.
Además, Similä escribió columnas en el diario Uusi Suomi entre 1977 y 1985, y en la publicación Nykypäivä a partir de 1992.
Markus Similä falleció en el año 2018.

## Obras
- Puukeskus, ed. (1989). Tyvestä puuhun: Puukeskus oy 1929–1989. ISBN 952-90080-7-4.
- Helsingin ekonomit, ed. (1991). Pyörein luvuin ja pilkulleen: Helsingin ekonomit ry:n liikkeenjohdon kerho 1941–1991. Helsinki. ISBN 952-90-3261-7.
- WSOY, ed. (1993). Takki auki. Porvoo, Helsinki, Juva. ISBN 951-0-19110-8.
- Linssin lävitse: Aulis Hauhian Instrun vuosista ja vähän muustakin. 1994.
- Yhtyneet sahat, Seikun saha, ed. (1997). Yhtä näytön paikkaa: 125-vuotiaan Seikun sahan tarina. Pori.
- Gummerus, ed. (2001). Veikko Ahvenainen: Täysin palkein. Jyväskylä. ISBN 951-20-5819-7.
- Gummerus, ed. (2002). Rakkaimmat joululaulut ja niiden tekijät: Arkihuolesi kaikki heitä. Helsinki. ISBN 951-20-6173-2.
- Gummerus, ed. (2007). Suomen laulut ja niiden tekijät. Helsinki. ISBN 978-951-20-7295-8.
- Minerva, ed. (2009). Pienet suuret suomalaiset: Millaisia he olivat lapsina ja nuorina?. Helsinki, Jyväskylä. ISBN 978-952-492-300-2.
- Kirjapaja, ed. (2009). Muistatko vielä sen virren. Helsinki. ISBN 978-951-607-969-4.
- Kirjapaja, ed. (2010). Vanhat hyvät ajat: Sentraalisantrasta työhevoseen. Helsinki. ISBN 978-952-247-086-7.